# Сет Кари
Сет Адам Кари (енгл. Seth Adham Curry; Шарлот, Северна Каролина, 23. август 1990) амерички је кошаркаш. Игра на позицијама плејмејкера и бека, а тренутно наступа за Шарлот хорнетсе.

## Биографија
Кари је провео једну сезону на универзитету Либерти да би се потом пребацио на познатији Дјук, где је играо од 2010. до 2013. године.
На НБА драфту 2013. није изабран. Сениорску каријеру је почео у НБА развојној лиги где је наступао за екипу Санта Круз вориорса. Током сезоне 2013/14. успео је два пута да дође до десетодневних НБА уговора. Прво је потписао за Мемфис гризлисе а касније и за Кливленд кавалирсе. Одиграо је по једну утакмицу за оба тима.
Сетов отац Дел је бивши НБА играч који је провео шеснаест сезона у лиги. Сетов брат Стефен је НБА кошаркаш и репрезентативац САД.

## Успеси

### Репрезентативни
- Светско првенство до 19 година:  2009.